# John Angus
John Angus (* 2. September 1938 in Amble; † 8. Juni 2021 in Warkworth) war ein englischer Fußballspieler. Als rechter Verteidiger war er 17 Jahre beim FC Burnley in 521 Pflichtspielen aktiv und Mitglied der Meistermannschaft von 1960.

## Sportlicher Werdegang
Nachdem Angus in seiner Heimatstadt Amble in der Schulmannschaft zumeist im Abwehrzentrum gespielt hatte, wechselte er beim Amble Boys Club auf die rechte Verteidigerseite. Dort wurde er von dem im englischen Nordosten tätigen Scout des FC Burnley Charlie Ferguson entdeckt und in der Folge schloss sich Angus 1954 den „Weinroten“ an. Da er nach seinem Wechsel schwer an Heimweh litt, ging es für ihn kurz darauf erst einmal wieder zurück. Im Jahr darauf wagte er den Schritt nach Burnley endgültig, und im September 1955 unterschrieb er einen Profivertrag.
Der Konkurrenzdruck war in Burnley zu Beginn so groß, dass Angus zunächst noch einmal in der Reservemannschaft schaffte. Ein Tag nach seinem 18. Geburtstag debütierte er schließlich für den Erstligisten gegen den FC Everton, wobei er diese Gelegenheit primär einer Verletztenmisere in der Verteidigung „verdankte“. Mit seiner Leistung, als er den auf der Gegenseite agierenden irischen Nationalspieler Tommy Eglington neutralisierte, machte er nachhaltig auf sich aufmerksam und in der Saison 1956/57 absolvierte er mehr als die Hälfte der Pflichtspiele. Dabei konkurrierte er im Wechsel mit Dave Smith um die Nachfolge von Harold Rudman. 1958 hatte Angus das Duell für sich entschieden und in der Folgezeit war er Teil einer Mannschaft, die eine der erfolgreichsten Perioden in der Vereinsgeschichte prägte. Auch national etablierte er sich als eines der hoffnungsvollsten Talente. Nach seiner Berufung in die englische Jugendnationalmannschaft im Jahr 1957 absolvierte er für die U-23-Auswahl zwischen 1959 und 1962 sieben Länderspiele. Zu seinen Vorzügen im Spiel gehörte ein kühler Kopf, den er unter Druck zu bewahren pflegte, und die Zweikampfstärke. Mit einem guten Passspiel war er dazu in der Lage, aus der Defensive heraus Offensivspielzüge vor ihm platzierter Mitspieler wie Willie Morgan oder John Connelly einzuleiten.
Angus war in der Saison 1959/60 mit Ausnahme eines Spiels in allen Ligapartien des FC Burnley vertreten, an deren Ende der Klub die englische Meisterschaft errang. Im Jahr darauf feierte der Verein im europäischen Landesmeisterwettbewerb einen Achtungserfolg mit einem Sieg gegen den zweimaligen Finalisten Stade Reims, der 1956 und 1959 erst vom späteren Titelträger Real Madrid bezwungen werden konnte – der 3:1-Sieg im Hinspiel der nächsten Runde gegen den Hamburger SV reichte nicht mehr, da das Rückspiel mit 1:4 verloren ging. Zum Ende der Spielzeit 1960/61 kam er in Wien am 27. Mai 1961 gegen Österreich (1:3) – wie auch sein Mannschaftskamerad Brian Miller – zu seinem ersten A-Länderspiel für England und wenngleich er auf der ungewohnten linken Seite eine gute Leistung zeigte, blieb es bei diesem einzigen Einsatz (primär auch deswegen, weil als rechter Verteidiger Jimmy Armfield „gesetzt“ war). Mit Burnley erreichte Angus in der Saison 1961/62 das Endspiel im FA Cup, das gegen Tottenham Hotspur mit 1:3 verloren ging.
Im Gegensatz zu seinem Abwehrpartner Alex Elder, der später auf eine zweistellige Torausbeute verweisen konnte, war Angus nahezu vollständig von Torgefährlichkeit ausgenommen. Er blieb lange vollständig ohne Treffer und erst im Oktober 1964 war er diesbezüglich erstmals erfolgreich. Dabei schoss er gegen den FC Arsenal sogar zwei Tore. Dies lag kurioserweise an einer eigenen Verletzung und da Auswechslungen noch nicht erlaubt waren, wurde er zum „Notstürmer“ umfunktioniert – die Partie endete mit einer 2:3-Niederlage. Die beiden restlichen Tore erzielte er in zwei aufeinanderfolgenden Heimspielen im Januar 1966 gegen den FC Fulham (1:0) und den FC Chelsea (1:2). Zum Ende der 1960er-Jahre geriet er zunächst gegen Mitspieler Fred Smith ins Hintertreffen, aber ab 1969 bis zum Abstieg 1971 kämpfte er sich zurück in die Mannschaft. In der folgenden Zweitligasaison 1971/72 absolvierte er noch zwei Spiele, aber in der zweiten Partie gegen Luton Town verletzte er sich derart schwer, dass damit seine aktive Laufbahn abrupt endete. Er bestritt keine Begegnung mehr in Burnley und im Jahr nach seinem Rücktritt 1972 wurde er mit einem Benefizspiel offiziell verabschiedet.

## Titel/Auszeichnungen
- Englische Meisterschaft (1): 1960
- Charity Shield (1): 1960 (geteilt)